# Junts i Lliures per Europa
Junts i Lliures per Europa (en occità: Amassa e Liuras per Euròpa) és una coalició electoral de centredreta i catalanista formada per a les eleccions al Parlament Europeu de 2024. L'aliança és liderada per Junts per Catalunya, Demòcrates de Catalunya i Moviment d'Esquerres. És successora de Lliures per Europa, coalició que és va presentar a les eleccions europees de 2019.
La coalició, encapçalada per Antoni Comín, tot i ser la independentista més votada en les eleccions de 2024, va perdre més de la meitat del suport electoral passant de tres eurodiputats a un.

## Composició
| Partit | Partit                  | Data incorporació |
| ------ | ----------------------- | ----------------- |
|        | Junts per Catalunya     | 2024              |
|        | Demòcrates de Catalunya | 2024              |
|        | Moviment d'Esquerres    | 2024              |

## Resultats
| Eleccions al Parlament Europeu |                            |              |         |         |         |
| Eleccions                      | Candidatura                | Candidat     | Espanya | Espanya | Espanya |
| Eleccions                      | Candidatura                | Candidat     | Vots    | %       | Escons  |
| 2024                           | Junts i Lliures per Europa | Antoni Comín | 443.275 | 2,54    | 1 / 59  |